# Guvernementet Tomsk
Guvernementet Tomsk var ett ryskt guvernement i västra Sibirien, 1804-1925.

## Geografiska förhållanden
Det var omgivet av guvernementet Tobolsk i väster och nordväst, Jenisejsk i nordöst och öst,
Mongoliet i sydöst och Semipalatinsk i sydväst.  Det hade en yta på 862 530 km² och 4 053 700 invånare (1915). Största längden, från norr till söder, är 1 360 km och största bredden, från öster till väster, 892 km.
Sydöstra delen,
en fullständig alpregion, fylldes av Altaj och dess utlöpare, de från östsydöst till västnordväst gående
Cholsun- och Korgon-bergen, kulminationspunkten
Belucha-gora samt Tjuiski- och Kuraibergen,
med tätt skogbeväxta sluttningar och åtskilda av breda, bördiga längddalar. I nordöst ligger Sajanska berget, n.orrdärom Abakan och Sibiriska Uralregionen. Bergen,
särskilt Altajsystemet, var rika på malmer,
såsom blyglans, koppar, guld och silver, samt på
stenkol.
Sydvästra delen fylles nästan helt och hållet av
Barabastäppen i norr och Kulundinskistäppen i söder
Norra delen var ett vidsträckt, av täta skogar fyllt sumpland.
Guvernementet genomdrogs i hela sin längd av
Ob med dess många bifloder, Tjumysj, Tom, Tjuslym
och Tym från höger, samt Tjarysj, Tjaja och Vass-jugan
från vänster. Till Irtysj flyta genom guvernementet från höger Buchtarma,
Om och Tara och till Jenisej från vänster Abakan. Ett område på 10 323 km² upptogs av många insjöar med sött och salt vatten, bland dem Tjany (3 612
km₂) på Barabastäppen, Kulundinskisjön och
Teletsksjön i Altaj.
Guvernementet indelades i sju distrikt: Barnaul, Bijsk, Zmeinogorsk, Kainsk, Kuznetsk, Mariinsk och Tomsk.

## Klimat
Fastlandsklimat härskade;
i staden Tomsk är medeltemperaturen - 1° (jan. -19,6°,
juli + 18,7°), högsta temperaturen är + 31° och lägsta
-50°. Fruktansvärda snöstormar rasade vår och höst, och sumplandet var mycket ohälsosamt.

## Befolkning
Av befolkningen var
91,4 procent ryssar, återstoden finnar (0,9 procent),
ostjaker, samojeder, tatarer (6,4 procent) och
kalmucker. Flertalet är rysk-ortodoxa (92,14 procent),
men dessutom finnes ett fåtal raskolniker (1,74
procent), muslimer (1,5 procent), katoliker (0,55
procent), protestanter och hedningar. Folkökningen var stark, till stor del till följd av den stora immigrationen. Under åren 1910-14 inflyttade i medeltal 55 802 personer om året. Folkupplysningen stod lågt.

## Näringsliv
Jordbruket var huvudnäring. 85 procent av befolkningen var bönder. Av befolkningen var endast 22
procent av dem, som fyllt nio år, läskunniga. Den odlade jorden omfattade 12 595 km² (1902) och var delvis mycket bördig, särskilt i Altajs slätter. Vete, råg,
havre, korn, hirs, potatis, lin, hampa och bovete
var de förnämsta produkterna. Även boskapsskötseln var högt utvecklad, i synnerhet hos tatarerna; hästar, nötkreatur, får och kameler var de viktigaste husdjuren. Jakt och fisk var också viktiga näringar.
Bergsbruket var betydande och lämnade stenkol
(285 333 ton 1904), salt (16 884 ton samma år),
guld, silver, koppar och järn. För övrigt var industrin outvecklad och omfattade väsentligen tegeltillverkning och brännvinsbränning. Dess tillverkningsvärde beräknades
1901 endast till 15 miljoner kr. 
- Wikimedia Commons har media som rör Guvernementet Tomsk.

## Källa
Den här artikeln är helt eller delvis baserad på material från Nordisk familjebok, Tomsk, 1904–1926.